# Odontosoria flabellifolia
Odontosoria flabellifolia är en ormbunkeart som först beskrevs av Bak., och fick sitt nu gällande namn av Carl Frederik Albert Christensen. Odontosoria flabellifolia ingår i släktet Odontosoria och familjen Lindsaeaceae. Inga underarter finns listade.